# نیکو والتر
نیکو والتر (انگلیسی: Nico Walther؛ زادهٔ ۷ ژوئن ۱۹۹۰) ورزشکار بابسلد اهل آلمان است.
وی در مسابقات کشوری و بین‌المللی در مجموع برندهٔ ۱ مدال نقره، ۲ مدال برنز شده‌است.